# Алексеев, Варсонофий Алексеевич
Варсонофий Алексеевич Алексеев — советский хозяйственный, государственный и политический деятель.

## Биография
Родился в 1912 году в деревне Шаймурзино. Член ВКП(б).
С 1932 года — на хозяйственной, общественной и политической работе. В 1932—1967 гг. — преподаватель Канашского педагогического училища, директор Сугутской, Тойсинской школ Чкаловского района, заведующий отделом народного образования Чкаловского райисполкома, участник Великой Отечественной войны, заведующий отделом, секретарь Чкаловского райкома ВКП(б), председатель Чкаловского райисполкома, первый секретарь Урмарского райкома ВКП(б), председатель Урамрского райисполкома.
Избирался депутатом Верховного Совета СССР 4-го созыва.
Умер в 1999 году в Шаймурзине.